# هورست وولرز
هورست وولرز (انگلیسی: Horst Wohlers؛ زادهٔ ۶ اوت ۱۹۴۹) بازیکن فوتبال اهل آلمان است.
از باشگاه‌هایی که در آن بازی کرده‌است می‌توان به باشگاه فوتبال مونیخ ۱۸۶۰، باشگاه فوتبال سن پائولی، باشگاه فوتبال آرمینیا بیله‌فلد، و باشگاه فوتبال بروسیا مونشن‌گلادباخ اشاره کرد.